# Marwa El-Sherbini

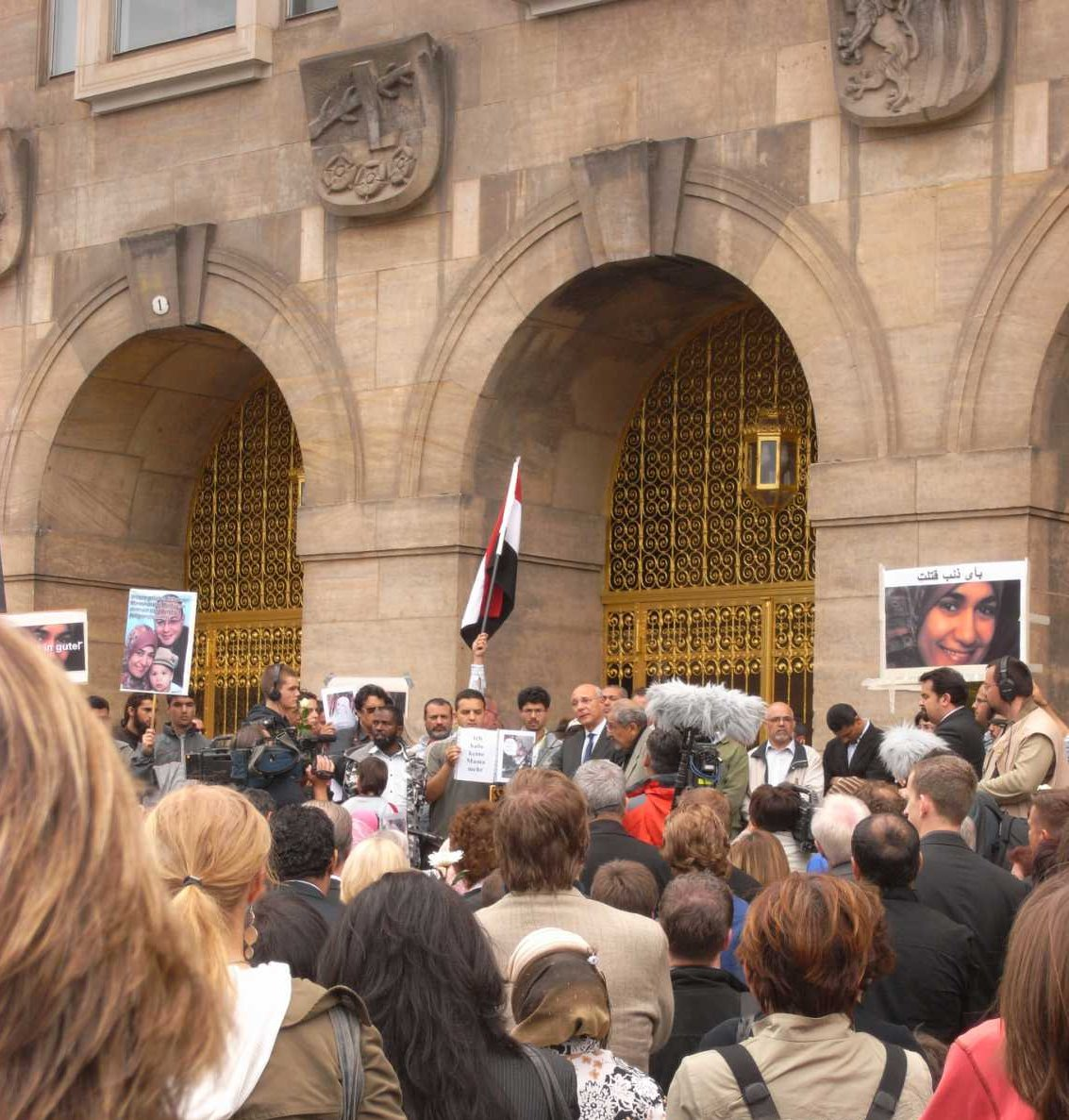
Trauerzeremonie am Rathaus von Dresden, Redebeitrag des ägyptischen Botschafters

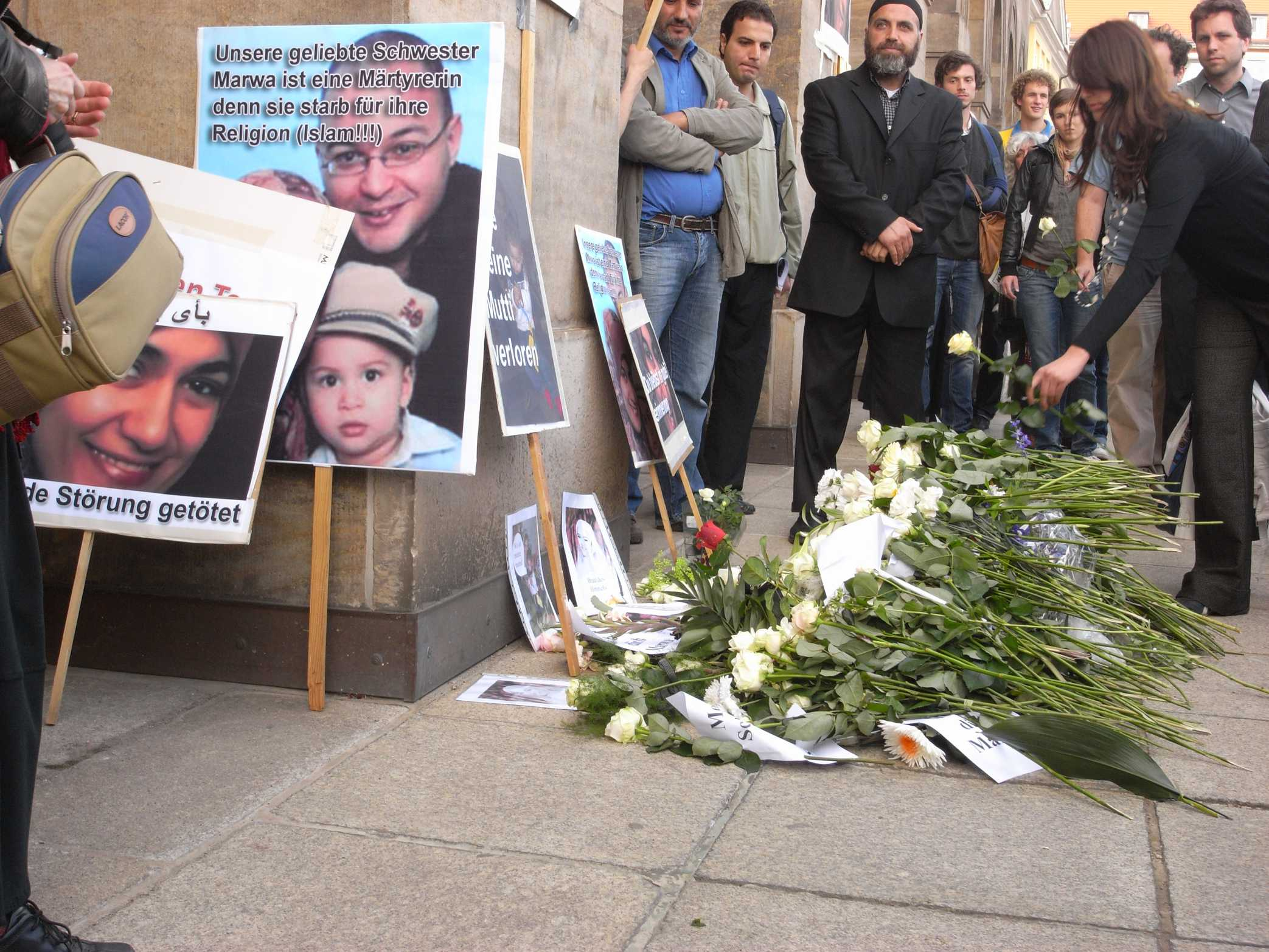
Ehrendes Gedenken für die Tote am Dresdner Rathaus

Marwa Ali El-Sherbini (arabisch مروة على الشربيني, DMG Marwa ʿAlī aš-Šarbīnī; * 7. Oktober 1977 in Alexandria, Ägypten; † 1. Juli 2009 in Dresden) war eine ägyptische Handballnationalspielerin und Pharmazeutin. Internationales Aufsehen erregte ihr gewaltsamer Tod, als sie während einer Strafverhandlung im Landgericht Dresden, zu der sie als Zeugin geladen war, vom Angeklagten aus islam- und ausländerfeindlichen Motiven erstochen wurde.

## Leben

### Werdegang
Marwa El-Sherbini war die Tochter des Chemiker-Ehepaares Ali El-Sherbini und Laila Shams aus Alexandria. 1995 machte sie ihren Abschluss am English Girls College in Alexandria. Sie war dort Schulsprecherin. Von 1995 bis 2000 studierte sie Pharmazie und schloss als Bachelor ab.
Von 1992 bis 1999 war Marwa El-Sherbini Spielerin in der ägyptischen Handballnationalmannschaft der Frauen. Sie wurde 1998 und 1999 Dritte bei den arabischen Meisterschaften.
2005 ging sie mit ihrem Mann, dem Genforscher Elwy Ali Okaz, nach Bremen. Gemeinsam haben sie einen Sohn, der 2006 geboren wurde. 2008 zog die Familie nach Dresden. Okaz war dort Doktorand am Max-Planck-Institut für molekulare Zellbiologie und Genetik. Ende 2009 wollten sie nach Ägypten zurückkehren, wo ihr Mann Dozent an der Minufiya-Universität ist.

### Konflikt mit ihrem späteren Mörder
Im August 2008 wurde Marwa El-Sherbini von dem in Perm als Alexander Igorewitsch Nelsin geborenen Russlanddeutschen Alex Wiens auf einem Dresdner Spielplatz als „Islamistin“, „Terroristin“ und „Schlampe“ beschimpft. Daraufhin informierte eine dritte anwesende Person die Polizei. Die herbeigerufenen Polizeibeamten nahmen den Vorgang vor Ort auf und bearbeiteten die Anzeige. Das Amtsgericht Dresden erließ gegen Wiens einen Strafbefehl mit einer Geldstrafe von 30 Tagessätzen zu je 11 Euro. Nachdem Wiens gegen den Strafbefehl Einspruch eingelegt hatte, kam es zu einer Hauptverhandlung, in der Marwa El-Sherbini als Zeugin vernommen wurde. Der Angeklagte Wiens wurde zu einer Geldstrafe von 60 Tagessätzen zu je 13 Euro verurteilt. Noch im Prozess äußerte er, dass man „solche Leute“ nicht beleidigen könnte, da sie keine „richtigen Menschen“ wären. Die Staatsanwaltschaft nahm das zum Anlass, Berufung einzulegen, um ein höheres Strafmaß wegen eines ausländerfeindlichen Hintergrunds zu erwirken. Auch Alex Wiens legte gegen das Urteil Berufung ein.

### Ermordung
In der Berufungsverhandlung am 1. Juli 2009 griff Alex Wiens die im dritten Monat schwangere Marwa El-Sherbini an, als sie nach ihrer Zeugenaussage den Gerichtssaal 0.10 des Landgerichtsgebäudes verlassen wollte, und tötete sie mit 18 Messerstichen. Ihren Ehemann, der ihr zu Hilfe eilen wollte, verletzte er mit drei Messerstichen lebensgefährlich. Außerdem gab ein hinzukommender Polizist gezielt einen Schuss auf ihren Mann ab, den er für den Angreifer hielt, und traf ihn in ein Bein. Es hatte vorher keine Waffenkontrollen am Gebäudeeingang oder im Gerichtssaal gegeben. Der dreijährige Sohn wurde Zeuge, wie seine Mutter verblutete. Die Staatsanwaltschaft sprach von einem Einzeltäter, der aus einer „extrem ausländerfeindlichen Motivation“ handelte.
Zehn Monate vor der Tat hatte der Täter einen Brief an das Gericht der Erstinstanz geschickt, in dem er ankündigte, Marwa El-Sherbini zu ermorden. Erhöhte Sicherheitsvorkehrungen resultierten daraus nicht.
Nach einer zentralen Trauerkundgebung mit 2000 Teilnehmern in Berlin wurde der Leichnam von Marwa El-Sherbini am 5. Juli nach Ägypten überführt. Am 6. Juli wurde sie in Alexandria beigesetzt, wo sie als Märtyrerin gilt.
Der Prozess gegen Wiens fand unter strengen Sicherheitsvorkehrungen vom 26. Oktober bis zum 11. November 2009 am Landgericht Dresden statt und endete mit der Verurteilung wegen Mordes an Marwa El-Sherbini und versuchten Mordes an ihrem Ehemann zu einer lebenslangen Freiheitsstrafe. Das Gericht stellte bei Wiens eine besondere Schwere der Schuld fest, unter anderem deshalb, weil die Tat sich gegen mehrere Personen gerichtet und mehrere Mordmerkmale aufgewiesen hatte. Wiens habe den Mordversuch an Okaz ausgeführt, um den Mord an Marwa El-Sherbini zu ermöglichen, der wiederum heimtückisch und aus niederen Beweggründen – nämlich Ausländerhass – begangen worden sei. Das Gericht schloss eine Affekttat aus und hielt Wiens zum Tatzeitpunkt für voll schuldfähig.

## Reaktionen

### Allgemein
Die Ermordung Marwa El-Sherbinis sorgte für internationale Medienaufmerksamkeit, insbesondere in Ägypten und in der übrigen muslimischen Welt. Hier kam es zum Teil auch zu Protestkundgebungen aufgrund des langen Ausbleibens einer als angemessen erachteten Reaktion von deutscher Seite, wobei vermehrt auch antideutsche Haltungen zum Ausdruck gebracht wurden. Irans Präsident Mahmud Ahmadinedschad bezeichnete die Tat als „vorprogrammiert“ und verlangte eine Sanktionierung Deutschlands durch die Vereinten Nationen. Der Westen beklage sich über Menschenrechtsverletzungen im Iran, und gleichzeitig werde in einem deutschen Gerichtssaal eine „unschuldige Frau zerstückelt“.
Deutsche Medien hatten den Fall dagegen bis auf wenige Ausnahmen zunächst tagelang als persönliche Tragödie bewertet und den rassistischen Hintergrund der Tat weitgehend verschwiegen. Erst auf öffentlichen Druck aus dem Ausland (bis hin zur englischsprachigen Presse wurde beklagt, dass Deutschland die „wahre Bedeutung“ des Mordes ignorierte) wurde dieses Bild allmählich korrigiert, und auch die deutsche Politik reagierte erst daraufhin. Noch drei Wochen nach der Tat

„[…] schwiegen Vertreter der Kirchen und Innenminister Schäuble, Erfinder der Deutschen Islam Konferenz. Maria Böhmer, als Integrationsbeauftragte offenbar für die deutschen Muslime zuständig, kondolierte. Unser aller Bundeskanzlerin Merkel sprach mit dem ägyptischen Botschafter, aber nicht zur deutschen Öffentlichkeit. Das ‚plötzliche Ausrasten‘ in einem ‚ganz normalen Beleidigungsprozess‘ wurde breit gemeldet, doch der politische Hintergrund der Tat ließ SZ, FAZ und ‚Tagesthemen‘ anderthalb Wochen lang, den Spiegel zweieinhalb Wochen und ‚Kulturzeit‘ bis heute kalt.“

Frühzeitig reagiert habe dagegen Stephan Kramer vom Zentralrat der Juden in Deutschland, der zum Ehemann der Ermordeten nach Dresden gereist sei. Das „Paradox“ und die „politische Explosivität“ der Tatsache, dass Marwa El-Sherbini „auf die deutsche Justiz vertraut, […] bei ihr Schutz vor dem Ausländerhass gesucht [hatte] – und […] in einem deutschen Gerichtssaal schutzlos gestorben [ist]“, sei ansonsten zunächst kaum wahrgenommen worden:

„Wenn man einmal Mutmaßungen über das (west-)deutsche Mehrheitsbewusstsein anstellen darf, dann spielten sich dort nach dieser Tat folgende Gedankengänge ab: 1. Wie furchtbar, die arme Frau, was für ein Unglück. 2. Die Tat geschah nicht wirklich in Deutschland, sondern im Osten. 3. Der Täter ist ein Russlanddeutscher […], also keiner von uns. 4. Ein Einzelfall also: Übergang zur Tagesordnung.

So wurde die Sache mental marginalisiert, auch die Politik nahm das alles zunächst nur aus dem Augenwinkel wahr. Die Dresdner Justiz hatte die Verhandlung für eine Routinesache gehalten. Was anderswo Standard ist – Taschenkontrolle, Metalldetektoren –, bildet die Ausnahme in sächsischen Gerichtsgebäuden. Für eine solche Ausnahme aber, so Justizminister Geert Mackenroth (CDU), waren ‚keine besonderen Sicherheitsrisiken erkennbar‘.

Die Wahrnehmungsschwäche wirkte weiter, als das Verbrechen schon geschehen war.“

So entschuldigten später mehrere Journalisten der Wochenschrift Die Zeit die problematische Ersteinordnung des Falles auf deutscher Seite und sahen das Land ebenso wie andere deutsche Medien in dieser Phase am „Rand eines Kulturkampfes“. Unter anderem der österreichische Standard kritisierte dagegen die vielfache Verwendung dieses seiner Ansicht nach kaum auf die Vorgänge beziehbaren Begriffs, während die berechtigte Rede von „Islamophobie“ nur langsam ins Bewusstsein sickere.
Der Koordinierungsrat der Muslime, der die Verbände DITIB, VIKZ, den Islamrat sowie den Zentralrat der Muslime vereinigt, rief dazu auf, deutschlandweit während des Freitagsgebetes für die Ermordete zu beten. Ferner erwarte man von Behörden, Politikern und Kirchen Schritte zur Bekämpfung der „Islamophobie“ in Deutschland. Die Vorsitzende des Zentralrats der Ex-Muslime, Mina Ahadi, warnte vor einer politischen „Instrumentalisierung“ des Vorfalls. Der schreckliche Mord gebe keiner islamischen Organisation das Recht, Islamkritikern einen Maulkorb zu verpassen.
Der islamkritische Soziologe und Erziehungswissenschaftler Hartmut Krauss bezeichnete die mediale Darstellung des Sherbini-Mordes als realitätswidrig. Krauss berief sich auf die Informationen bezüglich des Tatmotivs, welche der ermittelnden Staatsanwaltschaft vorlagen, und postulierte, es habe sich bei der Tat um das Ergebnis eines „emotional hochgeschaukelten“ Streits gehandelt. Des Weiteren kritisierte er eine aus seiner Sicht eindeutige interessenpolitische Verwertung des Falles durch die Muslimverbände, die dieses Verbrechen als vermeintliches Resultat einer angeblich vorhandenen „Islamophobie“ ausbeuten würden.
In einem Gastkommentar am 8. Juli 2009 in Österreich warf Tarafa Baghajati deutschen Medien im Mordfall vor, sie hätten „die Nachricht zuerst systematisch unterdrückt, und jetzt wird sogar versucht, eine Art Täter-Opfer-Umkehr zu gestalten.“ Seiner Meinung nach sei es „der im deutschsprachigen Raum erste aus Islamhass verübte Mord“.
Im Jahr 2009 wurde in Dresden das Marwa Elsherbiny Kultur- und Bildungszentrum Dresden gegründet. Laut eigener Satzung bezweckt die Organisation die „Förderung der Kultur, Förderung der Religion und die Förderung internationaler Gesinnung, der Toleranz auf allen Gebieten der Kultur und des Völkerverständigung“. Getarnt
unter diesem Deckmantel, so das Landesamt für Verfassungsschutz Sachsen, sei sie „jedoch vielmehr bestrebt, den hier lebenden Muslimen die extremistische Ideologie der MB bzw. der DMG nahe zu bringen und zu verbreiten“.

### Reaktionen in Dresden

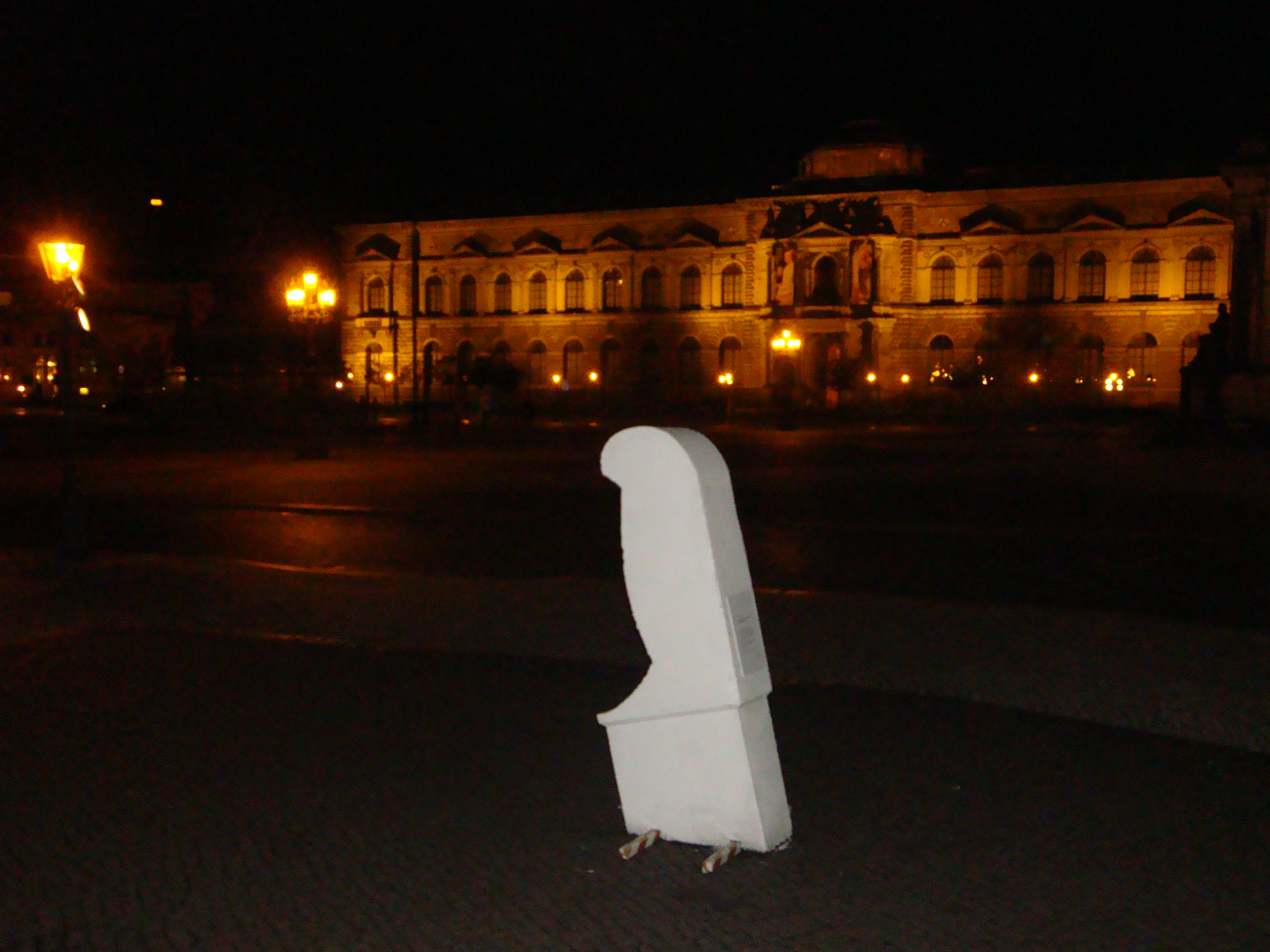
Skulptur zwischen Semperoper und Zwinger

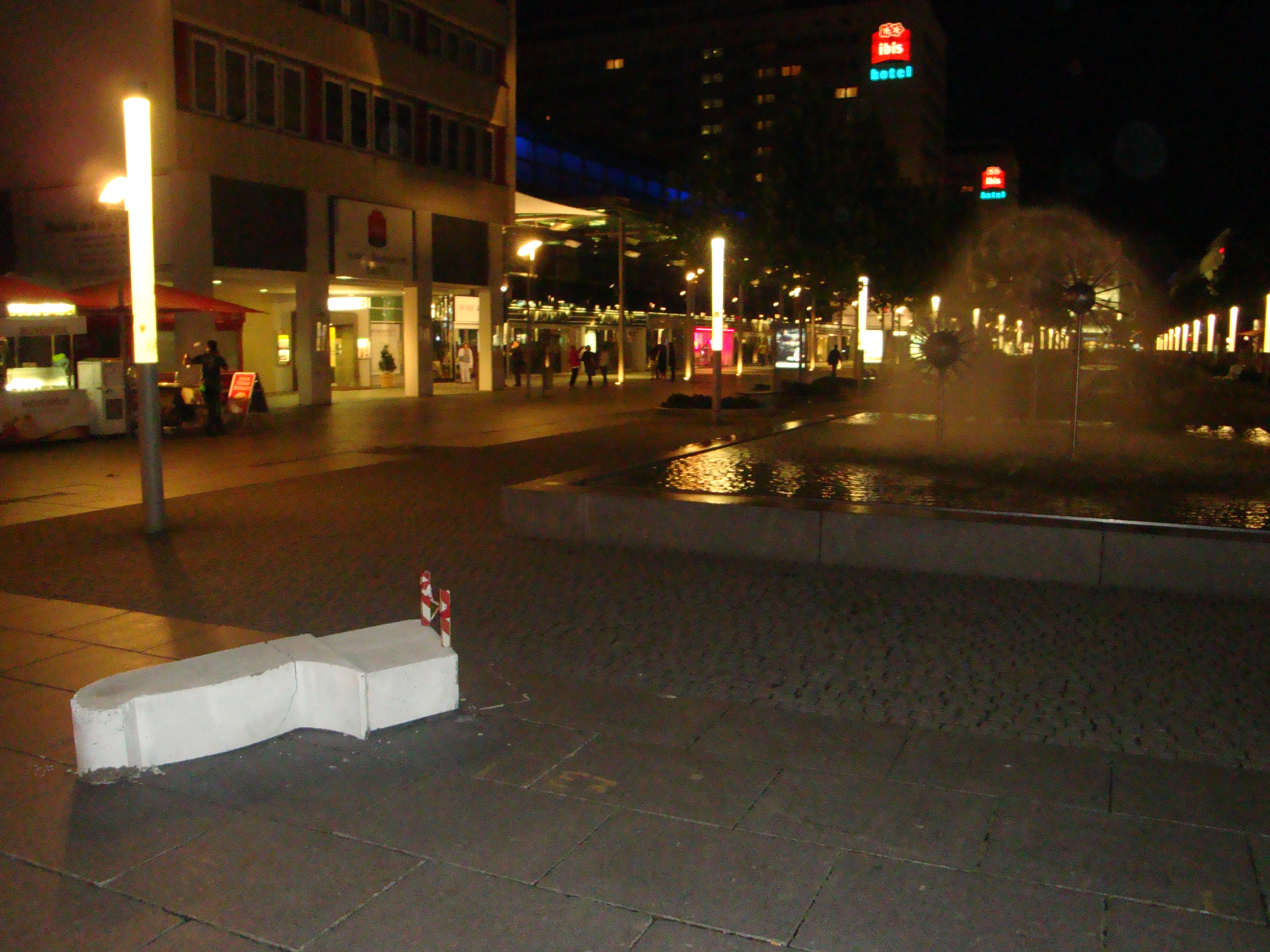
Umgekippte Skulptur auf der Prager Straße

Der damalige sächsische Justizminister Geert Mackenroth sprach nach der Tat von einer „Tragödie“: „Mein Mitgefühl gilt dem Opfer und seinen Angehörigen. Wir werden alles tun, um Motiv und Hintergründe der Tat aufzuklären.“
In Dresden fand am Nachmittag des 11. Juli 2009 am Rathaus nach Aufruf des Dresdner Ausländerrates, des Ausländerbeirates der Stadt sowie weiterer Gruppen durch lokale Medien eine Trauerveranstaltung mit mehreren Ansprachen statt.
Einzelne Bürger, Bürgergruppen und verschiedene Vereine haben ausländerfeindliche Tendenzen in Dresden seit längerer Zeit benannt und erzielten damit eine unterschiedliche Wirksamkeit. In der Folge formierte sich ein regionales „Bündnis für Demokratie“.
Der Dresdner Kommunikationswissenschaftler Wolfgang Donsbach forderte zu einem „Umdenken in der Bevölkerung“ auf und formulierte seine Überlegungen in einem offenen Brief mit dem Titel „Dresden – wache auf!“ Auslöser war die geringe Beteiligung von Politikern und Bürgern an der Trauerveranstaltung.
Der Verein Bürger.Courage nahm das Verbrechen zum Anlass, um 2010 mit seiner temporären Kunstinstallation „18 Stiche“ auf Alltagsrassismus und Fremdenhass aufmerksam zu machen. Auf das Dresdner Stadtgebiet verteilt wurden 18 Stelen aus Porenbeton, welche die Form von in den Boden gerammten Messern hatten, aufgestellt. Begonnen wurde damit am ersten Jahrestag der Ermordung von Marwa El-Sherbini. Während der gesamten sechswöchigen Laufzeit des Kunstprojekts wurden immer wieder einzelne Stelen und zugehörige Infotafeln vandaliert.
Das aus Vertretern des Freistaats Sachsen und der Stadt Dresden bestehende Kuratorium des Marwa-El-Sherbini-Stipendiums verlieh 2012 erstmals das gleichnamige Stipendium für Weltoffenheit und Toleranz, das eine monatliche Förderung von 750 Euro beinhaltet. „Mit diesem Stipendium erinnern wir an Marwa El-Sherbini auf eine besondere Art und Weise. So lebt der Gedanke an diese engagierte Frau weiter. Junge Menschen setzen sich in ihrem Namen mit Ideen und Wissen für ein weltoffenes Dresden ein“, so Oberbürgermeisterin Helma Orosz.
Im Landgerichtsgebäude am Eingangsbereich wurde eine Gedenktafel installiert, an der jedes Jahr am 1. Juli ein Gedenken stattfindet. Seit dem Vorfall werden außerdem alle Besucher am Eingang auf Waffen kontrolliert.
Im Jahr 2015 stellte die Künstlerin Nezaket Ekici im Rahmen des von der Kunstkommission der Landeshauptstadt Dresden initiierten dreiteiligen Kunstprojektes „Dresden.? – Arbeiten mit der Stadt“ von Ende Mai bis Anfang Juli 2015 ihre Teppich-Installation „PostIt“ in der Parkanlage vor dem Landgericht Dresden aus. Die Installation sollte für einen Dialog der Kulturen stehen und gleichzeitig Marwa El-Sherbinis gedenken. Auch dieses Kunstwerk wurde vandaliert.

## Ehrungen und Benennungen

### Straßen, Plätze, Parks
- In Bremen wurde am 18. Oktober 2018 ein Platz im Ortsteil Steintor nach Marwa El-Sherbini benannt.[36]
- Am 14. März 2022 wurde eine bisher namenlose Grünfläche vor dem Landgericht Dresden in Marwa-El-Sherbini-Park benannt.[37]

### Anderes
- Der Dresdener Seenotrettungsverein Mission Lifeline benannte 2021 ihr zu Ehren ein neues Rettungsschiff „Marwa“.[38]